# Преступление и наказание (фильм, 1987)
«Преступление и наказание» (пол. Zbrodnia i kara) — польский телеспектакль 1987 года режиссёра Анджея Вайды. Телеверсия шедшего с 1984 года спектакля по одноимённому роману Ф. М. Достоевского в постановке Старого театра в Кракове, сценограф и художник по костюмам Кристина Захватович.

Это третья и последняя часть своеобразного триптиха, поставленного Анджеем Вайдой на сцене краковского Старого Театра. Триптиха, являющегося адаптацией избранных сюжетов из творчества Федора Достоевского. Эти три спектакля (кроме «Преступления…» также «Настасья Филипповна» и «Бесы»), именуемые иногда критикой «потрясающим театром совести», стали громкими и за рубежом. Они обеспечили Анджею Вайде репутацию выдающегося создателя не только кино, но и театра.Оригинальный текст (пол.)„Zbrodnia i kara” to trzecia i ostatnia część swoistego tryptyku, zrealizowanego przez Andrzeja Wajdę na deskach krakowskiego Starego Teatru im. Heleny Modrzejewskiej w Krakowie. Tryptyku będącego adaptacją wybranych wątków z twórczości Fiodora Dostojewskiego. Te trzy spektakle (oprócz „Zbrodni...” także „Nastasja Filipowna” i „Biesy”), określane czasem przez krytykę „wstrząsającym teatrem sumienia”, stały się głośne również za granicą. Zapewniły Andrzejowi Wajdzie renomę wybitnego twórcy nie tylko filmowego, lecz także teatralnego. — Польское телевидение
Из этих постановок это единственная реализованная в виде телеспектакля: предыдущие спектакли «Бесы» (1971) и «Настасья Филипповна» (1977) не были записаны для экрана, но позже Анджей Вайда снял фильмы «Бесы» (1988) и «Настасья» (1994).

## Сюжет
Сюжет практически следует литературной основе, однако, с рядом особенностей:

Анджей Вайда, адаптировав роман Достоевского, окинул его почти исключительно разговорами между главными героями, являющимися, по сути, страстной психологической игрой. … Постановка Анджея Вайды, при всей своей оригинальности, остаётся верным духу прозы Федора Достоевского.Оригинальный текст (пол.)Andrzej Wajda, adaptując powieść Dostojewskiego, okroił ją niemal wyłącznie do rozmów między protagonistami, będących w rzeczywistości pasjonującą rozgrywką psychologiczną. ... Przedstawienie Andrzeja Wajdy — mimo całej swej oryginalności — pozostaje wierne duchowi prozy Fiodora Dostojewskiego.  — Польское телевидение

## В ролях
В спектакле приняли участие плеяда лучших польских актеров, а Ежи Радзивилович в роли Раскольникова и Ежи Штур в роли следователя Порфирия Петровича — великолепный актёрский дуэт, разыгрывающий психологическую игру в вину и наказание.Оригинальный текст (пол.)W spektaklu udział wzięła plejada najlepszych polskich aktorów, a Jerzy Radziwiłowicz jako Raskolnikow i Jerzy Stuhr jako śledczy Porfiry Pietrowicz stanowią wspaniały aktorski duet, rozgrywający psychologiczną grę w winę i karę.— pl:FilmPolski.plFilmPolski.pl
- Ежи Радзивилович — Родион Раскольников
- Ежи Штур — Порфирий Петрович
- Барбара Грабовская — Соня Марамеладова
- Кшиштоф Глобиш — Разумихин
- Ян Мончек — Подмётов
- Ришард Луковский — Кох
- Анджей Худзяк — Николай
- Казимеж Боровец — мещанин
- Юлиуш Грабовский — Прох

## Критика
Входит в число 100 лучших в истории телеспектаклей Польского телевидения по версии Академией театра телевидения Польши.
Киновед Сергей Кудрявцев в обзоре фильмов режиссёра Аджея Вайды дал телеспектаклю очень высокую оценку — девять баллов из десяти возможных, поставив телеспектакль на 6-е место из 50 снятых режиссёром различных проектов, в том числе выше принёсших режиссёру мировое признание и кинопремии фильмов.
Постановка, шедшая в Старом театре с 1984 года, ещё до реализации для телевидения вызвала широкий резонанс, критика давала исключительно лестные отзывы и с восторгом ослбенно отмечала великолепный актёрский поединок Радзивиловича и Штура. Но именно телеверсия позволила приблизить зрителя к их игре, так польский критик Мацей Карпиньский писал:

Доминирующее впечатление, которое производит это зрелище, — это чувство общения с Правдой. Этому служит не только реальная в каждой детали сценография или подчеркнутая ею формула «подглядывания».(…) Размещение актёров так близко к зрителю, как это имеет место в «Преступление и наказание», запрещает им какие-либо актёрские «мошенничества», применение решений только формальных, технических трюков. Здесь сразу было бы видно все мошенничество (…).Оригинальный текст (пол.)Dominującym wrażeniem, jakie wywiera ten spektakl, jest uczucie obcowania z prawdą. Służy temu nie tylko realna w każdym szczególe scenografia czy podkreślana przez nią formuła «podglądania».(…) Umieszczenie aktorów tak blisko widowni jak to ma miejsce w Zbrodni i karze Wajdy, uniemożliwia im jakiekolwiek aktorskie «oszustwo», zastosowanie rozwiązań wyłącznie formalnych, oparcie się na technice. Tutaj każdy fałsz widoczny jest jak na dłoni (…).